# Pseudaneitea
Pseudaneitea es un género de molusco gasterópodo de la familia Athoracophoridae. 

## Especies
Las especies que conforman este género son:
- Pseudaneitea aspera Burton, 1963
- Pseudaneitea campbellensis Burton, 1963
- Pseudaneitea dendyi (Suter, 1897)
- Pseudaneitea gigantea (Suter, 1909)
- Pseudaneitea gravisulca Burton, 1963
- Pseudaneitea huttoni (Suter, 1909)
- Pseudaneitea johnsi Burton, 1963
- Pseudaneitea maculata Burton, 1963
- Pseudaneitea multistriata Burton, 1963
- Pseudaneitea pallida Climo, 1973
- Pseudaneitea papillata (Hutton, 1879)
- Pseudaneitea powelli Burton, 1963
- Pseudaneitea ramsayi Climo, 1973
- Pseudaneitea schauinslandi (Plate, 1897)
- Pseudaneitea simrothi (Suter, 1896)
- Pseudaneitea sorenseni Powell, 1955